# Schloss Neuenchieming

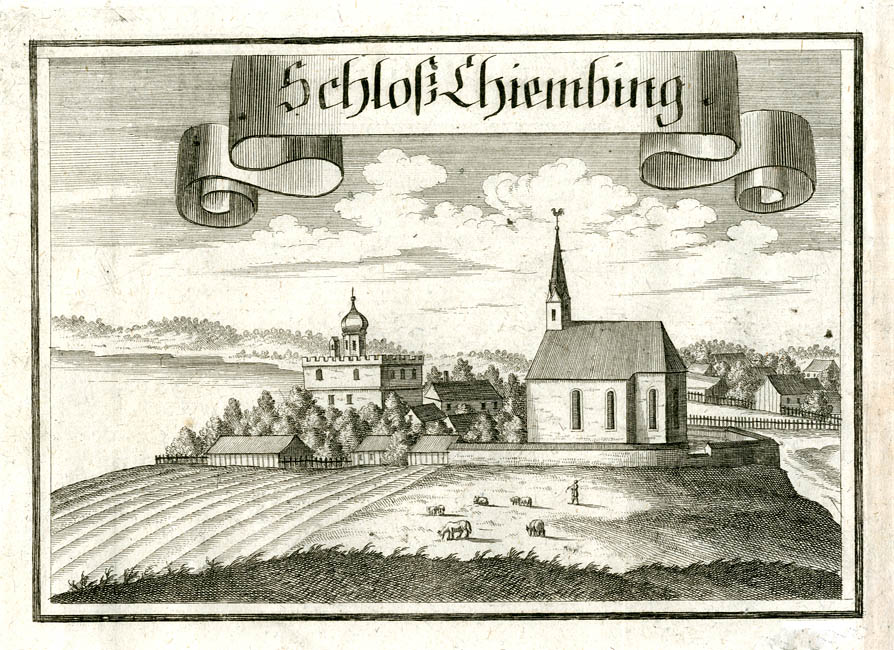
Michael Wening: Stich von „Schloß Chiembing“ (um 1701)

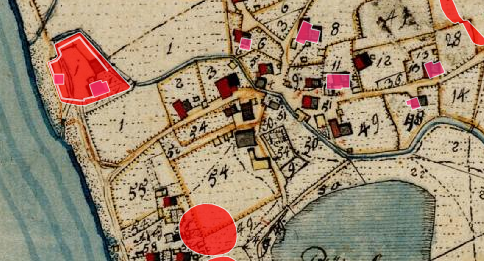
Lageplan von Schloss Neuchieming und Burgstall Chieming auf dem Urkataster von Bayern

Schloss Neuenchieming ist ein ehemaliges Schloss in Chieming direkt am Chiemsee. Es wird heute als Wohnhaus genutzt. Die Anlage ist unter der Aktennummer D-1-89-114-6 als Baudenkmal verzeichnet. „Untertägige spätmittelalterliche und frühneuzeitliche Befunde im Bereich von Schloss Neuenchieming“ werden zudem als Bodendenkmal unter der Aktennummer D-1-8141-0214 geführt.

## Geschichte
Eine Hofmark in Chieming wird in der Landtafel Herzog Georg des Reichen (1479–1503) erstmals erwähnt. 1523 spricht man von einem Sitz „zue neuen Khiemgey“. Unter dem Hofmarksherrn Niklas Ribeisen, Doktor der Rechte und Vertrautem des Erzbischofs von Salzburg, wurde nach dem Kauf am 1. Oktober 1530 anstelle der desolaten Anlage ein neues Schloss errichtet. 1540 erhielt er vom Herzog Wilhelm das Hofmarksrecht mit niederer Gerichtsbarkeit verliehen. 1564 verkaufte sein Erbe Neuenchieming an Anton Rehlinger, einem Unternehmer aus Augsburg. 1604 bis 1803 war das Schloss und die Hofmark dann im Besitz des Klosters Baumburg. Noch bis 1965 wurde das Gebäude als Pfarrhof genutzt, seither ist es in Privatbesitz.

## Baubeschreibung

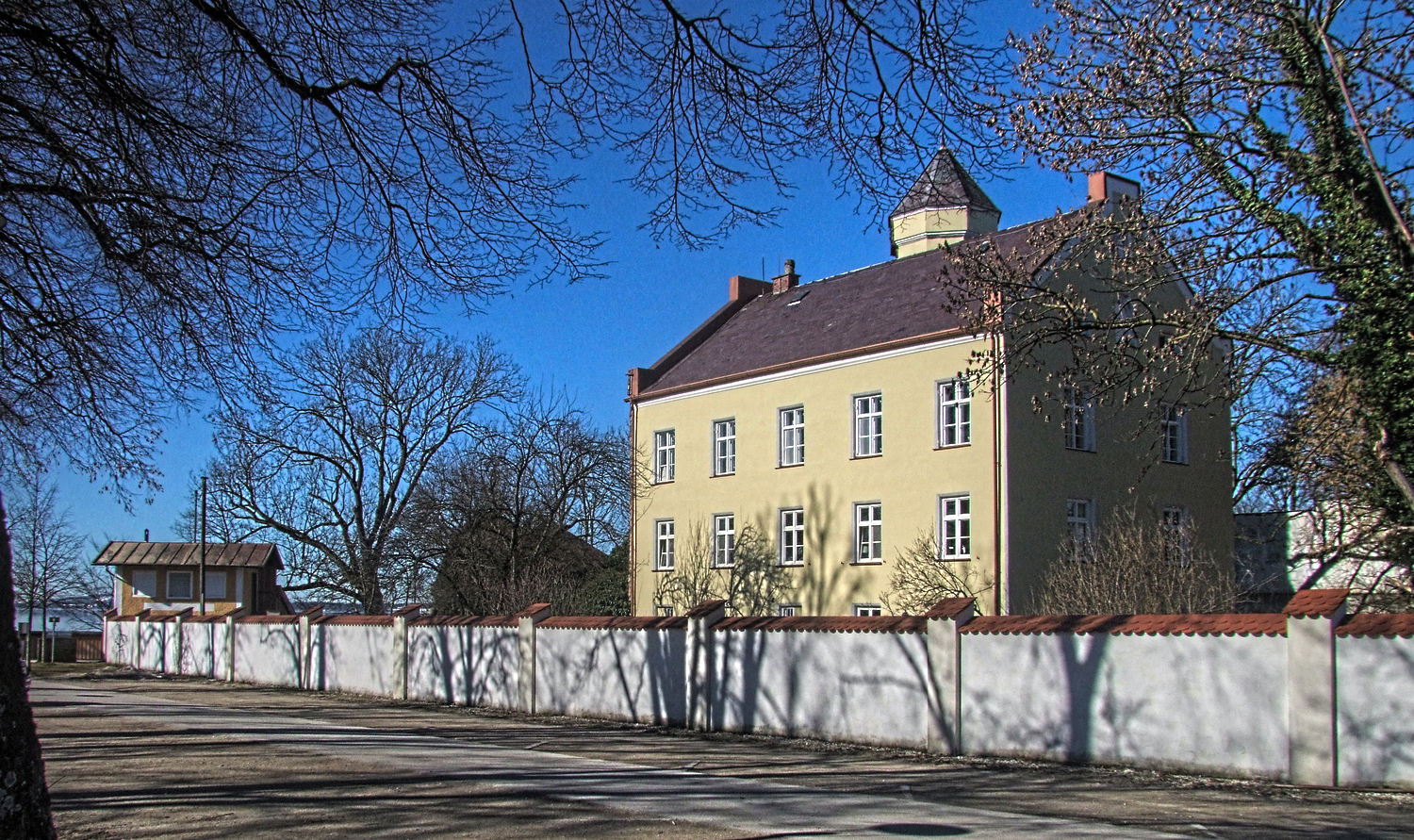
Schloss Neuenchieming (2019)

Ehemaliger Pfarrhof von 1642–1965, dreigeschossiger Giebelbau, im Kern 16. Jahrhundert, 1858 Ausbau mit Scheitelzinnen im Stil der Maximilianszeit; mit Einfriedungsmauer und Toreinfahrt; im Garten großformatige Marmorplatten mit Figurenreliefs und eine Figurengruppe, Teile eines urspr. für Leipzig geplanten Richard-Wagner-Denkmals, nach Entwurf von Emil Hipp, ausgeführt 1932/45, um 1980/83 aufgestellt.